# Manuel Maldonado
Manuel Jesús Maldonado Vargas (Maracay, 5 de octubre de 1999) es un piloto venezolano de automovilismo. Fue campeón de Asian Le Mans Series para la clase LMP3 en 2021 y cuarto en Eurofórmula Open en 2020. Además participó en las 24 Horas de Le Mans. Es primo del expiloto de Fórmula 1 Pastor Maldonado.

## Carrera deportiva

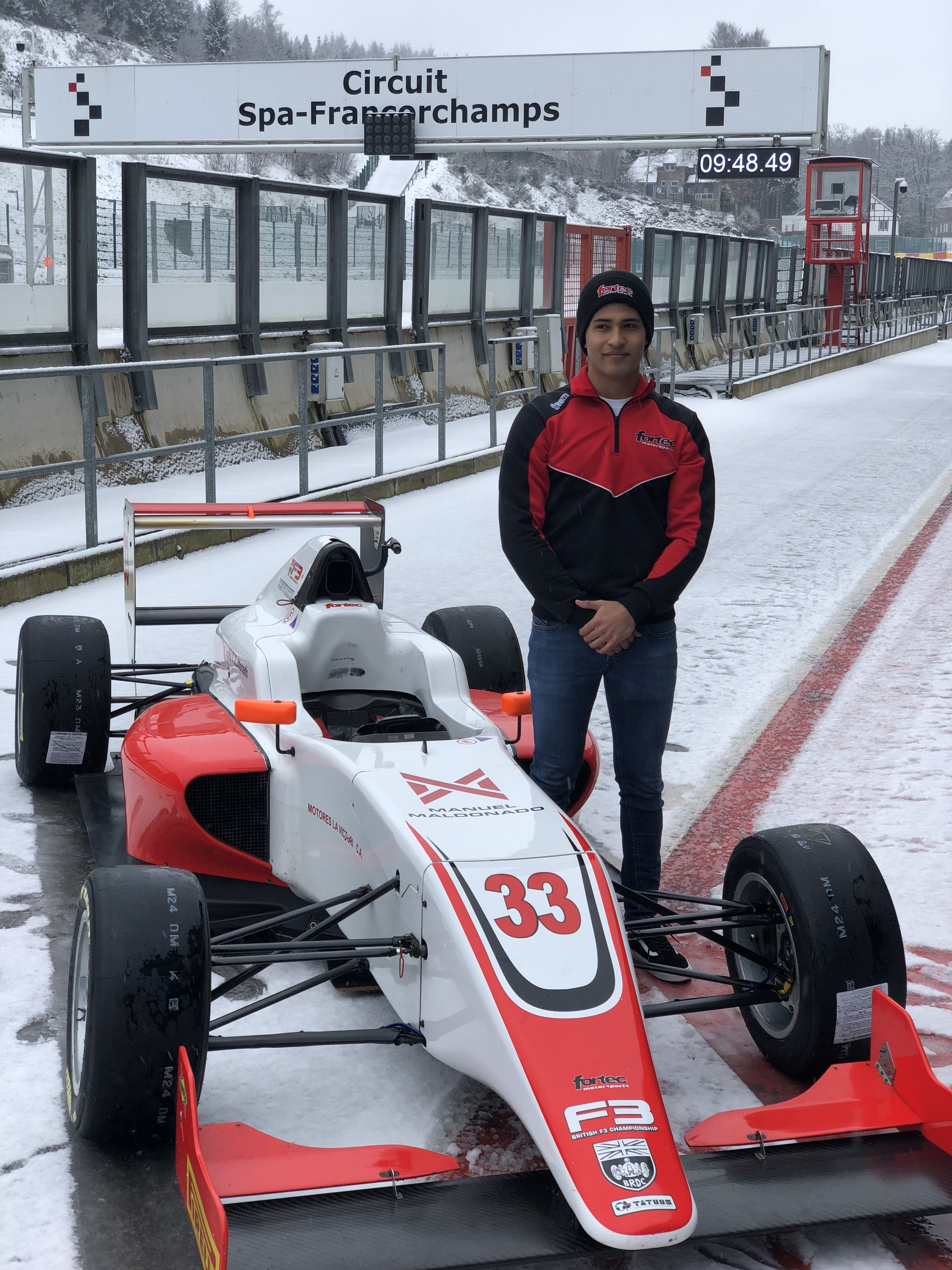
Manuel Maldonado en 2018.

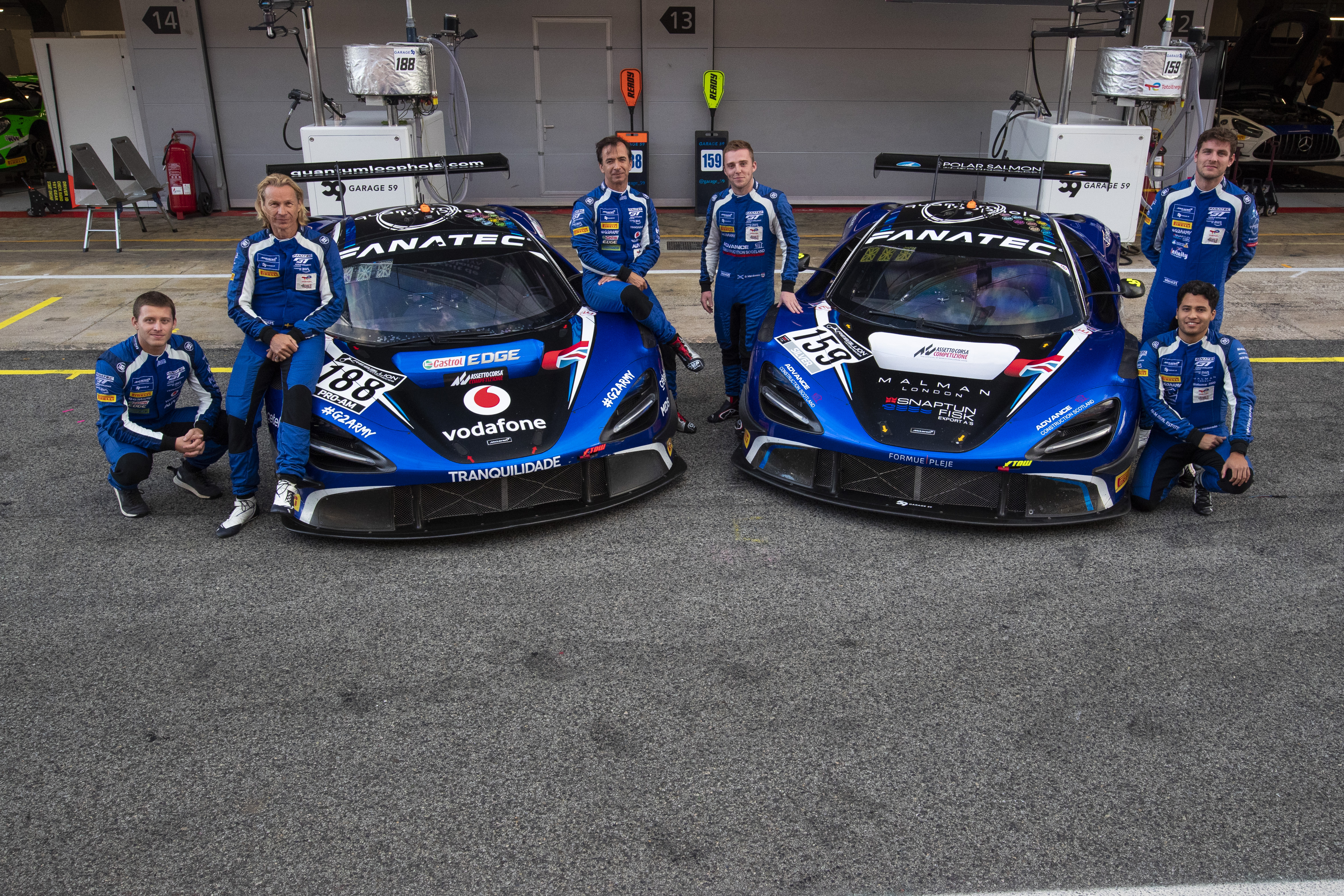
Maldonado junto a sus compañeros de Garage 59, en 2022.

Comenzó su carrera tempranamente en varios campeonatos de karting, donde logró ser subcampeón nacional en la categoría mini-max del campeonato Rotax MAX Challenge de Venezuela en el año 2010. Su carrera en monoplazas comenzó en la F4 italiana.  En 2013 debutó en el campeonato Super 1 National Kart Championship que toma lugar el Reino Unido, durante este año Manuel participó en la categoría KF3 donde recibió el premio del mejor novato del año.
En 2016 participó en la temporada 2016 del Campeonato de Italia de Fórmula 4 con la escudería italiana Cram Motorsport, terminando en el puesto 36 y obteniendo como mejor resultado un 13.er puesto.
En 2017, pasó a BRDC Fórmula 3, donde consiguió dos victorias en 2018 y una en 2019. En 2020, finalizó cuarto en la Eurofórmula Open, con cuatro podios.
Al año siguiente, cambió los monoplazas por los prototipos de resistencia. Fue campeón de la Asian Le Mans Series en la clase LMP3, y compitió en European Le Mans Series (ELMS) y las 24 Horas de Le Mans en LMP2, todo ello con United Autosports. Tras un 2022 en GT, en 2023 Maldonado volvió a LMP2 para finalizar tercero en el campeonato de ELMS, con Panis Racing.

## Resumen de carrera
| Temporada | Categoría                                         | Equipo                 | Carreras     | Victorias    | Poles        | VR           | Podios       | Puntos       | Pos.         |
| --------- | ------------------------------------------------- | ---------------------- | ------------ | ------------ | ------------ | ------------ | ------------ | ------------ | ------------ |
| 2016      | Campeonato de Italia de Fórmula 4                 | Cram Motorsport        | 20           | 0            | 0            | 0            | 0            | 0            | 36.º         |
| 2016-17   | MRF Challenge                                     | —                      | 16           | 0            | 0            | 0            | 0            | 20           | 14.º         |
| 2017      | BRDC Fórmula 3                                    | Fortec Motorsport      | 16           | 0            | 0            | 0            | 0            | 20           | 14.º         |
| 2017-18   | MRF Challenge                                     | —                      | 15           | 0            | 0            | 0            | 0            | 39           | 11.º         |
| 2018      | BRDC Fórmula 3                                    | Fortec Motorsport      | 23           | 2            | 0            | 0            | 2            | 292          | 7.º          |
| 2019      | BRDC Fórmula 3                                    | Fortec Motorsport      | 24           | 1            | 0            | 1            | 5            | 348          | 6.º          |
| 2019      | Eurofórmula Open                                  | Fortec Motorsport      | 2            | 0            | 0            | 0            | 0            | 0            | 24.º         |
| 2020      | Eurofórmula Open                                  | Team Motopark          | 18           | 0            | 0            | 0            | 4            | 153          | 4.º          |
| 2021      | Asian Le Mans Series - LMP3                       | United Autosports      | 4            | 3            | 3            | 0            | 3            | 78           | 1.º          |
| 2021      | European Le Mans Series - LMP2                    | United Autosports      | 5            | 0            | 0            | 0            | 1            | 28.5         | 12.º         |
| 2021      | 24 Horas de Le Mans - LMP2                        | United Autosports      | 1            | 0            | 0            | 0            | 0            | 0            | DNF          |
| 2022      | GT World Challenge Europe Sprint Cup - Silver Cup | Garage 59              | 10           | 0            | 1            | 0            | 1            | 54           | 7.º          |
| 2022      | GT World Challenge Europe Endurance Cup - Silver  | Garage 59              | 5            | 0            | 1            | 0            | 2            | 40           | 6.º          |
| 2022      | Asian Le Mans Series - GT                         | Garage 59              | 4            | 0            | 0            | 0            | 0            | 2            | 15.º         |
| 2023      | European Le Mans Series - LMP2                    | Panis Racing           | 6            | 0            | 0            | 0            | 4            | 86           | 3.º          |
| 2023      | 24 Horas de Le Mans - LMP2                        | Panis Racing           | 1            | 0            | 0            | 0            | 0            | N/A          | 14.º         |
| 2023      | Nürburgring Endurance Series - VT2-FWD            | Walkenhorst Motorsport | 4            | 1            | 0            | 0            | 2            | 0            | NC†          |
| 2024      | European Le Mans Series - LMP2                    | Panis Racing by TDS    | 6            | 1            | 2            | 0            | 1            | 61           | 4.º          |
| 2025      | European Le Mans Series - LMP2                    | United Autosports      | Disputándose | Disputándose | Disputándose | Disputándose | Disputándose | Disputándose | Disputándose |
| Fuente:   |                                                   |                        |              |              |              |              |              |              |              |

- † Maldonado era piloto invitado, por lo que no sumó puntos.

## Resultados

### Asian Le Mans Series
(Clave) (negrita indica pole position) (cursiva indica vuelta rápida)

| Año  | Escudería         | Clase | Automóvil             | 1   | 2   | 3   | 4   | Pos. | Puntos | Ref.  |
| ---- | ----------------- | ----- | --------------------- | --- | --- | --- | --- | ---- | ------ | ----- |
| 2021 | United Autosports | LMP3  | Ligier JS P320-Nissan | DUB | DUB | YMC | YMC | 1.º  | 78     | [ 5 ] |
| 2021 | United Autosports | LMP3  | Ligier JS P320-Nissan | 1   | 1   | Ret | 1   | 1.º  | 78     | [ 5 ] |

### 24 Horas de Le Mans
| Año     | Equipo            | Copilotos                          | Automóvil       | Clase | Vueltas | Pos. | Pos. Clase |
| ------- | ----------------- | ---------------------------------- | --------------- | ----- | ------- | ---- | ---------- |
| 2021    | United Autosports | Nico Jamin Jonathan Aberdein       | Oreca 07-Gibson | LMP2  | 75      | DNF  | DNF        |
| 2023    | Panis Racing      | Tijmen van der Helm Job van Uitert | Oreca 07-Gibson | LMP2  | 316     | 25.º | 14.º       |
| Fuente: |                   |                                    |                 |       |         |      |            |